# Futuna

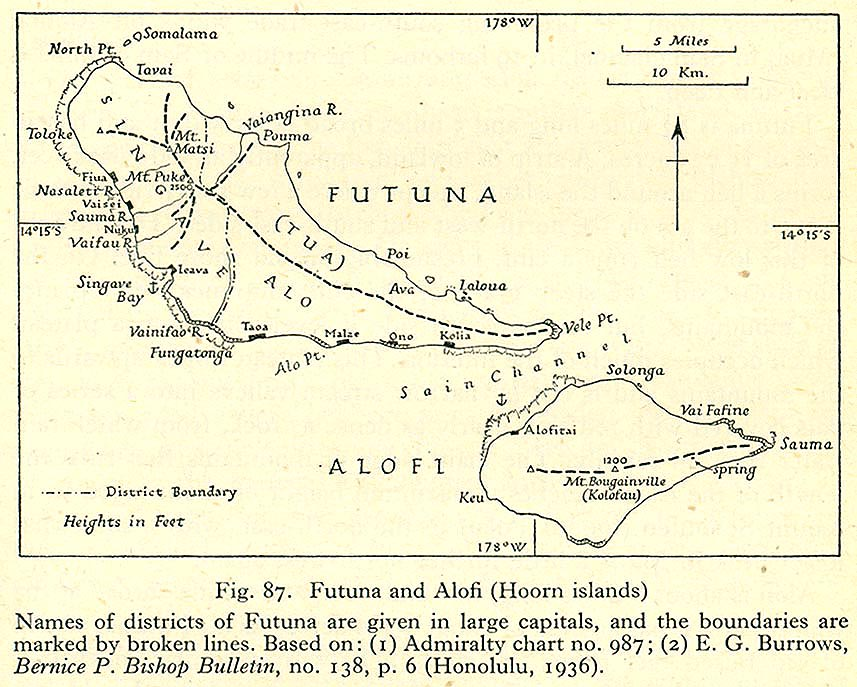
Insulele Hoorn (Futuna și Alofi)
cu Insula Futuna în nord-vest

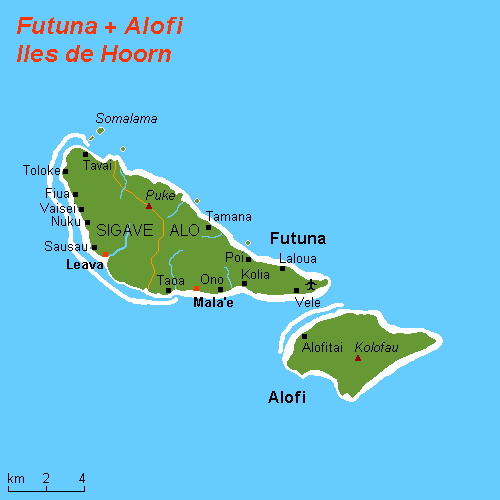
Insulele Hoorn numite, de asemenea, Insulele Futuna

Futuna este una dintre cele două insule Hoorn (pe lângă Alofi), dar și dintre cele două insule principale din Wallis și Futuna.
Wallis și Futuna este un teritoriu de peste oceane al Franța.